# Javier Reina
Javier Reina (Cali, Valle del Cauca, Colombia, 4 de enero de 1989) es un futbolista colombiano. Juega como centrocampista. y  Actualmente se encuentra en el Deportivo Cali de la Categoría Primera A de Colombia.

## Trayectoria

### Inicios
Debutó muy joven en América de Cali y eso le permitió integrar las Selección Colombia Sub-15, Sub-17 y Sub-20; aunque no se le tuvo en cuenta en algunos campeonatos anteriores, es uno de los mejores jugadores que sacó el América en los últimos años, debutó con tan solo 16 años en el equipo profesional y ya ha marcado algunos goles.

### Vitoria (2009)
el 2009 jugó con el Vitória en Brasil, posteriormente regresó al Cruzeiro (dueño de sus derechos deportivos) que lo cedió para el segundo semestre de 2010 al Ceará Sporting Club, también del Campeonato Brasileño de Serie A.

### Chunnam Dragons (2011)
En 2011 el Cruzeiro vuelve a ceder a Javier Reina, esta vez al Chunnam Dragons de la K-League en Corea del Sur., posteriormente regresa a Ceará donde recupera gran nivel mostrado y es tenido en cuenta de nuevo en Corea del Sur para unirse al Seongnam Illwha donde también juega Mauricio Molina.

### Club Olimpo (2013-2014)
El 29 de julio de 2013 confirmó su llegada al Club Olimpo de Bahía Blanca de la Primera División de la Liga Argentina

### Millonarios F.C. (2014-2015)
En julio de 2014, Reina firma contrato a préstamo por un año con opción de compra con Millonarios, siendo el tercer refuerzo del equipo albiazul para el Torneo Finalización 2014 (Colombia).

### Seongnam Football Club (2015-2016)
En julio de 2015, Reina fichó en Seongnam FC(ex-Seongnam Ilhwa Chunma Football Club) de Corea del Sur, donde anotó un gol en 15 partidos.

### Colo-Colo (2016)
En enero de 2016, Reina vuelve a Sudamérica y emigra a Chile para firmar con Colo-Colo a préstamo por un año y con opción de compra.
Debutaría el 16 de enero en el empate a un gol frente a Unión Española jugando 36 minutos en reemplazo de Martín Tonso.
El 18 de febrero de 2016 los albos debutaban en la Copa Libertadores 2016, enfrentando a Independiente del Valle en Sangolqui, empate 1-1, y Reina ingresaría en el entretiempo por Martín Tonso y en el minuto 90+3 pudo marcar el gol del triunfo ya que de un notable tiro libre del colombiano, Librado Azcona se lucio para salvar el empate.
El 20 de marzo se jugaba el clásico del fútbol chileno, donde los albos enfrentaban a Universidad de Chile por la Fecha 11, Reina fue titular y salió al 82 por Christofer Gonzales en un aburrido 0-0 en el Estadio Nacional.
En el Clausura 2016 Reina jugo 12 partidos, y en la Copa Libertadores de América jugo 4 partidos, nunca pudo mostrar lo que se esperaba de él y demostrando el bajo nivel del fútbol coreano.

### Deportivo Pasto (2017)
El 19 de enero de 2017 es presentado como nuevo jugador del Deportivo Pasto de la Categoría Primera A de Colombia. El 3 de febrero debuta en la goelada 4 por 0 como visitantes en casa del Cortuluá.
El 20 de septiembre marca los dos goles de la victoria 2 por 0 sobre el Atlético Nacional donde sale como la figura del partido.

### Once Caldas (2019)
El 9 de enero es confirmado como nuevo jugador del Once Caldas de Manizales. Su primer gol lo marca el 24 de febrero en la victoria 2 por 1 sobre el Deportes Tolima.
El 27 de julio vuelve a marcar en la victoria 3 por 1 sobre el Deportivo Pasto. El 24 de agosto marca el gol de la victoria por la mínima sobre Atlético Junior, el 28 de septiembre anota en el empate a un gol contra Independiente Medellín.

### Deportivo Cali
A inicios del mes de diciembre del 2023 es fichado por el Deportivo Cali como  Agente Libre , tras un breve paso por el Atlético Bucaramanga durante el 2022 y mitad del 2023.

## Selección nacional
Con la Selección de fútbol de Colombia Javier Reina hace parte del equipo que jugó en el Sudamericano Sub-17 de 2007 y Sudamericano Sub-20 de 2009.
Con la selección sub-17 disputó 8 partidos sin llegar a marcar ningún gol.
Con la selección sub-20 disputó 15 partidos sin llegar a marcar ningún gol.

### Participaciones en Sudamericanos
| Sudamericano                | Sede      | Resultado  | Partidos | Goles |
| --------------------------- | --------- | ---------- | -------- | ----- |
| Sudamericano Sub-20 de 2009 | Venezuela | Fase final | 8        | 0     |

## Clubes
| Club                      | País                | Año                 | Partidos | Goles |
| ------------------------- | ------------------- | ------------------- | -------- | ----- |
| América de Cali           | Colombia            | 2005 - 2008         | 33       | 6     |
| Cruzeiro                  | Brasil              | 2008                | 2        | 0     |
| Vitória                   | Brasil              | 2009                | 4        | 2     |
| Ipatinga                  | Brasil              | 2009 - 2010         | 25       | 6     |
| Cruzeiro                  | Brasil              | 2010                | 2        | 1     |
| Ceará                     | Brasil              | 2010                | 10       | 2     |
| Chunnam Dragons           | Corea del Sur       | 2011                | 21       | 8     |
| Ceará                     | Brasil              | 2012                | 17       | 5     |
| Seongnam                  | Corea del Sur       | 2012 - 2013         | 20       | 10    |
| Club Olimpo               | Argentina           | 2013 - 2014         | 12       | 0     |
| Millonarios FC            | Colombia            | 2014 - 2015         | 28       | 4     |
| Seongnam                  | Corea del Sur       | 2015 - 2016         | 15       | 5     |
| Colo-Colo                 | Chile               | 2016                | 17       | 0     |
| Deportivo Pasto           | Colombia            | 2017                | 30       | 10    |
| Ceará                     | Brasil              | 2018                | 15       | 4     |
| Once Caldas               | Colombia            | 2019                | 37       | 7     |
| Independiente Medellín    | Colombia            | 2020 - 2021         | 48       | 8     |
| Operário Ferroviário      | Brasil              | 2022                | 0        | 0     |
| Club Atlético Bucaramanga | Colombia            | 2023                | 25       | 0     |
| Deportivo Cali            | Colombia            | 2024 (Actual)       | 1        | 0     |
| Total en su carrera       | Total en su carrera | Total en su carrera | 336      | 30    |

## Palmarés

### Campeonatos Estatales
| Título              | Club    | País   | Año  |
| ------------------- | ------- | ------ | ---- |
| Campeonato Baiano   | Vitória | Brasil | 2009 |
| Campeonato Cearense | Ceará   | Brasil | 2012 |
| Campeonato Cearense | Ceará   | Brasil | 2018 |

### Campeonatos nacionales
| Título        | Club                   | País     | Año  |
| ------------- | ---------------------- | -------- | ---- |
| Copa Colombia | Independiente Medellín | Colombia | 2020 |